# Lipitsi
Lipitsi (en rus: Липицы) és un poble (un possiólok) de l'óblast de Tula, a Rússia, segons el cens del 2010 tenia 451 habitants.